# Pellizzariova reakce
Pellizzariova reakce je reakce amidu karboxylové kyseliny s hydrazidem za vzniku 1,2,4-triazolu. Objevil ji Guido Pellizzari v roce 1911.

## Mechanismus
Nejprve dusík v molekule hydrazidu atakuje karbonylový uhlík amidu za vzniku sloučeniny 3. Záporně nabitý kyslík následně odštěpí dva vodíkové atomy ze sousedních dusíků, následně se uvolní voda a vytvoří sloučenina 5. Dusík poté provede vnitromolekulární atak na karbonylovou skupinu za vzniku pětičlenného cyklu sloučeniny 6. Po dalším přesunu protonu z dusíků na kyslík je uvolněna druhá molekula vody a vzniká 1,2,4-triazol 8.

## Využití
1,2,4-triazoly mají celou řadu využití například díky svým antibakteriálním a antidepresivním vlastnostem. 3-benzylsulfanylové deriváty 1,2,4-triazolu rovněž vykazují určité antimykobakteriální účinky, jsou ovšem považovány za mírně toxické.

## Nevýhody a obměny
Pellizzariova reakce má omezení v podobě počtu substituentů, které mohou být připojeny na cyklickou část molekuly; k překonání tohoto omezení bylo vyvinuto několik dalších metod. Syntézou 3-alkylamino-4,5-disubstituovaných 1,2,4-triazolů v kapalné fázi za přítomnosti polyethylenglykolu se dosahuje středně vysoké výnosnosti a vysoké čistoty. Provedení Pellizzariovy reakce vyžaduje vysokou teplotu, dlouhý reakční čas a má obecně nízkou výnosnost. Ozáření reakční směsi mikrovlnným zářením lze ovšem dosáhnout zkrácení reakčního času a navýšení výtěžnosti reakce.